# Überkorn
Als Überkorn bezeichnet man den Siebrückstand mit einer zu großen Korngröße. Nach DIN 66160 Messen disperser Systeme ist Überkorn „das Gut oder der auf das Feingut bezogene Massenanteil des Gutes oberhalb einer festgelegten Trenngrenze im Feingut“.
Bei einer idealen Trennung tritt kein Überkorn auf.